# Versols-et-Lapeyre
Versols-et-Lapeyre település Franciaországban, Aveyron megyében. Lakosainak száma 419 fő (2022. január 1.). Versols-et-Lapeyre Gissac, Saint-Affrique, Saint-Félix-de-Sorgues és Saint-Jean-et-Saint-Paul községekkel határos.

## Népesség
A település népessége az elmúlt években az alábbi módon változott:
| Lakosok száma | 310  | 307  | 340  | 427  | 452  | 440  | 420  | 417  | 416  | 419  |
|               | 1968 | 1982 | 1990 | 2006 | 2013 | 2015 | 2017 | 2019 | 2020 | 2022 |